# 埃纳尔·奥尔森
埃纳尔·奥尔森（丹麥語：Einar Olsen，1893年3月11日—1949年6月3日），生于奧斯海勒茲，丹麦男子竞技体操运动员。他曾代表丹麦获得1912年夏季奥运会体操比赛男子团体瑞典式银牌。